# Panteons i tombes de sobirans a Roma
Aquesta llista de llocs d'enterrament de sobirans indica on són les tombes de monarques, titulars i consorts, de territoris sobirans que es poden trobar en llocs de la ciutat de Roma. S'hi inclouen reis i emperadors, ducs sobirans (de Savoia, Toscana, Parma, etc.) i qualsevol altre monarca d'un territori independent o sobirà durant el temps de regnat d'aquestes persones, com també els seus consorts. Així, són inclosos càrrecs dinàstics com els senyors de Florència o de Milà i els titulars de monarquies electives amb sobirania sobre territoris independents, com els Papes, els dux de Venècia i Gènova i els Grans Mestres de l'Orde de l'Hospital.
| Catacumbes de Calixt | | | | |
| Dionisi I Gai I Marcel·lí I Zeferí I | Papes | | Catacumbes de Calixt | |
| Catacumbes de Felicitas | | | | |
| Bonifaci I | Papa | | | |
| Catacumbes de Poncià | | | | |
| Anastasi I de Roma | Papa | | | |
| Cementiri del Verano | | | | |
| Maria Teresa de Savoia | Reina consort, esposa de Lluís II d'Etrúria | | | Cementiri del Verano |
| Fòrum de Trajà | | | | |
| Trajà | Emperador | Cendres sebollides a la base de la Columna Trajana | Columna trajana | Columna Trajana |
| Mausoleu d'Hadrià, avui Castell de Sant'Angelo | | | | |
| Hadrià i la seva esposa Sabina Antoni Pius i la seva esposa Faustina la Major Marc Aureli i la seva esposa Faustina la Menor Luci Ver Còmmode Septimi Sever i la seva esposa Júlia Domna Publi Septimi Geta Caracal·la | Emperadors romans | Panteó de la dinastia Antonina (Antoninorum sepulcrum) i d'altres emperadors posteriors; no se'n conserven restes, però sí inscripcions i epitafis. | | Hadrià i la seva esposa Sabina Antoni Pius i la seva esposa Faustina la Major Marc Aureli i la seva esposa Faustina la Menor Luci Ver Còmmode Septimi Sever i la seva esposa Júlia Domna Geta Caracal·la |
| Mausoleu d'Alexandre Sever (Monte del Grano) | | | | |
| Alexandre Sever | Emperador romà (222-235) | El sarcòfag és als Musei Capitolini | Alexandre Sever | Alexandre Sever |
| Mausoleu d'August | | | | |
| August i la seva esposa Lívia Drusil·la Gai Germànic Calígula Claudi I Neró i la seva esposa Popea Sabina Nerva Tit Flavi Sabí Vespasià Vespasià | Emperadors romans | | | August i la seva esposa Lívia Drusil·la Gai Germànic Calígula Claudi I Tiberi Claudi Neró i la seva esposa Popea Sabina Nerva Tit Vespasià · Gravat de 1851 que simula l'arquitectura original del Mausoleu d'August                                                                                                 |
| Mausoleu dels Gordians | | | | |
| Gordià I Gordià II Gordià III | Emperadors romans | | | Gordià I Gordià II Gordià III |
| Palazzo Altemps. Capella | | | | |
| Anicet I | Papa | | Anicet I | Anicet I |
| Palazzo Odescalchi. Capella | | | | |
| Cor d'Innocenci XI | Papa (-1689) | | | Cor d'Innocenci XI |
| Panteó | | | | |
| Víctor Manuel II | Rei de Sardenya i rei d'Itàlia | | Víctor Manuel II | |
| Humbert I d'Itàlia i la seva esposa Margarida de Savoia | Reis d'Itàlia | | Humbert I d'Itàlia i la seva esposa Margarida de Savoia | Humbert I d'Itàlia i la seva esposa Margarida de Savoia |
| San Giovanni in Laterano | | | | |
| Agapit II Celestí III Silvestre II Alexandre II Pasqual II Calixt II Honori II Sergi IV Celestí II Luci II Climent III Celestí III Innocenci V Papa Joan X Papa Joan XI Joan XVII | Papa (mort el 903) (-928) (-935) (-955) (964) | Tombes perdudes, probablement en l'incendi de 1308 | | Agapit II Celestí III Silvestre II Alexandre II Pasqual II Calixt II Honori II Sergi IV Celestí II Luci II Climent III Celestí III Innocenci V Joan X Joan XI Joan XVII Climent XII Lleó XIII |
| Silvestre II | Papa (mort el 1003) | La tomba se'n perdé en 1308, com el cenotafi de Francesco Borromini. En 1909 es feu l'actual cenotafi, obra de Gzila Nalder i József Damkó | | |
| Sergi IV | Papa (mort el 1012) | La tomba se'n perdé en 1308. L'actual cenotafi és obra de Francesco Borromini. | | |
| Anastasi IV | Papa (mort el 1154) | Tomba desapareguda. El sarcòfag de pòrfid, que havia estat de Santa Elena i serví per a Anastasi IV, es conserva als Musei Vaticani. | Anastasi IV | |
| Papa Alexandre III | Papa (mort el 1181) | Tomba desapareguda a l'incendi de 1308. Cenotafi del segle xviii, obra de F. Borromini, encarregat per Alexandre VII. | Alexandre III | |
| Innocenci III | Papa (mort el 1216) | Primer sebollit a la catedral de Perusa; des de 1615 hi tingué un sarcòfag de marbre rosa. En 1883, Lleó XIII en traslladà les restes a Roma, a un sarcòfag fet per Giuseppe Luchetti en 1891. | Innocenci III | |
| Martí V | Papa (+1431) | Tomba esculpida per Giovanni Ghini, i traslladada en 1853 a la present ubicació, davant l'altar major. | | |
| Climent XII | Papa (mort el 1740) | Traslladat al Laterà en 1742, a la cripta de la Cappella Corsini, on hi ha un cenotafi projectat per Alessandro Galilei. | | |
| Lleó XIII | Papa (mort el 1903) | Traslladat des del Vaticà en 1924, en una tomba erigida en 1907 per Giulio Tadolini. | Lleó XIII | |
| San Lorenzo fuori le mura | | | | |
| Damas II Zòsim I Hilari I Sixt III | Papes | Tombes desaparegudes | | Damas II Zòsim I Hilari I Sixt III |
| Damas II | Papa | Se'n conserva el sarcòfag al pòrtic. | Damas II | |
| Pius IX | Papa (-1878) | Traslladat en 1881 des del Vaticà i sebollit en un sarcòfag esculpit per Pietro Longo, a la cripta. En 1956, en ésser beatificat, les restes foren traslladades perquè fossin visibles. | Pius IX | |
| San Lorenzo in Damaso | | | | |
| Hipòlit de Mèdici | Senyor de Florència (1527) | | | Hipòlit de Mèdici |
| San Marco in Campidoglio | | | | |
| Marc I | Papa | | | Marc I (papa) |
| San Martino ai Monti | | | | |
| Innocenci I Martí I | Papes | Restes perdudes | | Martí I |
| San Paolo fuori le Mura | | | | |
| Joan XIII Joan XVIII | Papes | Tombes perdudes; n'hi ha sengles epitafis | | Joan XIII Joan XVIII |
| San Pietro dal Vaticano | | | | |
| Pere apòstol | Papa | A la cripta, sota el baldaquí | Pere apòstol | Pere apòstol |
| Lleó I | Papa | A la capella de la Madonna of Partorienti. Restes traslladades diversos cops; al segle xvii foren col·locades sota l'altar de la capella, amb un relleu d'Algardi. | Lleó I | |
| Lli I, Anaclet I, Papa Esteve II, Pau I, Papa Esteve III, Esteve IV, Pasqual I, Eugeni II, Valentí I, Gregori IV, Sergi II, Benet III, Adrià II, Marí I, Esteve V, Formós I, Bonifaci VI, Esteve VI, Romà I, Papa Teodor II, Papa Joan IX, Benet IV, Sergi III, Anastasi III, Landó I, Papa Lleó VI, Esteve VII, Lleó VII, Esteve VIII, Marí II, Benet VI, Joan XIV, Joan XV, Sabinià I, Bonifaci IV, Benet VIII, Joan XIX, Urbà II, Eugeni III, Gregori IX, Celestí IV, Bonifaci IX | Papes | Tombes desaparegudes, la majoria en les obres dels segles XV-XVI | Pau I, Esteve III, Esteve IV, Pasqual I, Eugeni II, Valentí I, Gregori IV, Sergi II, Benet III, Hadrià II, Marí I, Esteve V, Formós I, Bonifaci VI, Esteve VI, Romà I, Teodor II, Joan IX, Benet IV, Sergi III, Anastasi III, Landó I, Lleó VI, Esteve VII, Lleó VII, Esteve VIII, Marí II, Benet VI, Joan XIV, Joan XV, Sabinià I, Bonifaci IV, Benet VIII, Joan XIX, Urbà II, Eugeni III, Gregori IX, Celestí IV, Bonifaci IX | |
| Gregori I Magne | Papa (540-604) | A la Capella Clementina | | |
| Adrià I | Papa (-795) | Tomba perduda, només se'n conserva l'epitafi | | |
| Lleó II Lleó III Lleó IV | Enterrats plegats a la capella de la Madonna della Colonna, on hi ha una làpida de 1607 commemorant-ne el trasllat.                                              | | | |
| Nicolau I el Gran | Papa (-867) | Tomba perduda, se'n conserva l'epitafi a les Grutes Vaticanes | | |
| Gregori V | Papa (-999) | Restes exhumades en 1609 i sebollides en un sarcòfag antic a les Grutes Vaticanes | Gregori V | |
| Lleó IX | Papa (-1054) | Restes exhumades en 1606 i sebollides en un sarcòfag de marbre sota l'altar dels Sants Marcial i Valèria (avui de Sant Josep) | Sense imatge | |
| Adrià IV | Papa (-1159) | En un sarcòfag romà; baixat en 1606 des de la basílica a les Grutes Vaticanes | | |
| Papa Nicolau III | Papa (-1280) | La tomba de 1284 fou destruïda en 1620 durant les obres d'ampliació i les restes sebollides en un sarcòfag antic, a les Grutes Vaticanes | Nicolau III | |
| Bonifaci VIII | Papa (-1303) | La tomba original, obra d'Arnolfo di Cambio, fou destruïda en 1605 durant les obres d'ampliació: només se'n conservà el sarcòfag, portat a les Grutes Vaticanes | Bonifaci VIII | |
| Urbà VI | Papa (-1389) | Tomba portada en 1606 a les Grutes Vaticanes | | |
| Innocenci VII | Papa (-1406) | Sebollit sota el paviment de la basílica, en 1606 les restes foren sebollides en un sarcòfag fent servir la làpida original, a les Grutes Vaticanes | Innocenci VII | |
| Nicolau V | Papa (-1455) | El mausoleu fou destruït en 1606 durant les obres d'ampliació; se'n conservà el sarcòfag, portat a les Grutes Vaticanes | | |
| Calixt III | Papa (1455-1458) | Sepulcre buit; restes portades a Santa Maria di Monserrato | | |
| Papa Pau II | Papa (-1471) | Sebollit al terra de la basílica, en 1474 fou portat a un mausoleu obra de Mino da Fiesole i Giovanni Dalmata. El mausoleu fou traslladat en 1544 a una altra part de l'església i després a les Grutes Vaticanes | Pau II | |
| Sixt IV | Papa (-1484) | Tomba de bronze esculpida per Antonio del Pollaiolo, traslladada diversos cops. En 1922 fou portada a les Grutes Vaticanes i avui és al Museo storico del Tesoro di San Pietro. Les restes del papa foren exhumades en 1926; col·locades en una urna de marbre amb les de Juli II, foren sebollides al terra de la basílica, amb una inscripció a sobre. | Sixt IV | |
| Innocenci VIII | Papa (1484-1492) | Mausoleu esculpit per Antonio del Pollaiolo. | Innocenci VIII | |
| Pius III | Papa (-1503) | Sepulcre buit; les restes es portaren a Sant'Andrea della Valle | Pius III | |
| Juli II | Papa (-1513) | Les restes del papa foren col·locades en una urna de marbre amb les de Sixt IV i sebollides al terra de la basílica, amb una inscripció a sobre. | Sense imatge | |
| Pau III | Papa (-1549) | Les restes del papa foren portades en 1574 a un mausoleu projectat per Guglielmo Della Porta. | Pau III | |
| Juli III | Papa (-1555) | En 1608, arran de les obres de la basílica, les restes foren portades a les Grutes Vaticanes, en un sarcòfag antic. | Juli III | |
| Marcel II | Papa (-1555) | En 1608, arran de les obres de la basílica, les restes foren portades a les Grutes Vaticanes, en un sarcòfag paleocristià. | Marcel II | |
| Gregori XIII | Papa (-1585) | En 1723 fou portat a la tomba esculpida per Camillo Rusconi, molt semblant a l'original de Ciro Ferri i Prospero Antichi. | Gregori XIII | |
| Gregori XIV | Papa (-1591) | Tomba de 1842 | | |
| Innocenci IX | Papa (-1591) | En 1608, les restes foren portades a les Grutes Vaticanes, en un sarcòfag antic. | Innocenci IX | |
| Lleó XI | Papa (-1605) | Tomba esculpida per Alessandro Algardi (el bust del papa) i Giuseppe Peroni | Lleó XI | |
| Urbà VIII | Papa (-1644) | Mausoleu projectat per Gian Lorenzo Bernini i esculpit entre 1623 i 1647 | | |
| Alexandre VII | Papa (-1667) | Mausoleu projectat per Gian Lorenzo Bernini i esculpit entre 1672 i 1678 per ell i Lazzaro Morelli, Giuseppe Mazzuoli Giulio Cartari i Michele Maille | Alexandre VII | |
| Climent X | Papa (-1676) | Mausoleu esculpit per Mattia de Rossi, Ercole Ferrata, Giuseppe Mazzuoli, Lazzaro Morelli i Leonardo Reti | Climent X | |
| Innocenci XI | Papa (-1689) | Mausoleu, avui cenotafi, projectat per Pierre-Étienne Monnot. En 1956, quan el papa fou beatificat, les restes foren col·locades en una urna de vidre a l'altar de San Sebastiano. | Innocenci XI · Innocenci XI | |
| Alexandre VIII | Papa (-1691) | Mausoleu projectat per Arrigo di San Martino, esculpit per Giuseppe Bertosi i Angelo De Rossi. | Alexandre VIII | |
| Innocenci XII | Papa (-1700) | Mausoleu projectat per Ferdinando Fuga, esculpit per Filippo Della Valle. | Innocenci XII | |
| Climent XI | Papa (-1721) | Enterrat sota el paviment de la basílica, a la capella del cor, amb una inscripció dissenyada per Carlo Fontana. Les entranyes són a San Francesco d'Urbino. | | |
| Innocenci XIII | Papa (-1724) | Restes portades en 1836 a les Grutes Vaticanes, col·locades en un sarcòfag | Juli III | |
| Cor i entranyes del Papa Benet XIII | Papa (-1730) | Primer a les Grutes, en els anys cinquanta del segle xx es traslladaren vora la capella de Santa Maria de Pregnantibus | | |
| Benet XIV | Papa (-1758) | Tomba de 1769, esculpida per Pietro Bracci i Gaspare Sibilla | Benet XIV | |
| Climent XIII | Papa (-1769) | Mausoleu de 1792 esculpit per Antonio Canova | Climent XIII | |
| Pius VI | Papa (-1799) | Restes portades des de Valença en 1802, a les Grutes Vaticanes i col·locades en un sarcòfag antic. En 1822 s'hi aixecà un monument obra de Canoa i Adamo Tadolini. Les entranyes són des de 1803 a la catedral de Valença. | Pius VI | |
| Pius VII | Papa (-1823) | Mausoleu esculpit per Bertel Thorvaldsen | Pius VII | |
| Lleó XII | Papa (-1829) | Enterrat sota el paviment de la basílica, amb una inscripció. En 1836 s'aixecà un cenotafi projectat per Giuseppe Fabris. | Lleó XII | |
| Pius VIII | Papa (-1830) | Mausoleu de 1857, obra de Pietro Tenerani. | Pius VIII | |
| Gregori XVI | Papa (-1846) | Mausoleu de 1853, obra de Luigi Adami | Gregori XVI | |
| Cor i vísceres de Pius IX | Papa (-1878) | A un mur de les Grutes, sota una làpida | | |
| Pius X | Papa (-1914) | Restes portades des de les Grutes Vaticanes, en 1952, a l'altar de la Presentació, en un sarcòfag de vidre. En 1923 s'erigí un cenotafi de Florestano di Fausto i Pier Enrico Astorri | Pius X | |
| Benet XV | Papa (-1922) | A les Grutes, en un sepulcre obra de Giulio Barbieri, de 1924. A la basílica hi ha un cenotafi, obra de Pietro Canonica (1928). | Benet XV · Benet XV | |
| Pius XI | Papa (-1939) | A les Grutes, en un sepulcre obra de Giannino Castiglioni, de 1941. A la basílica s'erigí en 1949 un cenotafi, obra de Pietro Canonica. | Pius XI | |
| Pius XII | Papa (-1958) | A les Grutes, en un sarcòfag de marbre. A la basílica, monument de 1963, obra de Francesco Messina. | Pius XII | |
| Joan XXIII | Papa (-1963) | A les Grutes, en un sepulcre de travertí, les restes foren portades en 2001 a l'altar de Sant Jeroni de la basílica, en una urna de vidre. | Joan XXIII | |
| Pau VI | Papa (-1978) | A les Grutes, sota una làpida de travertí. | Pau VI | |
| Joan Pau I | Papa (-1978) | A les Grutes, en un sepulcre obra de Francesco Vacchini. | Joan Pau I | |
| Joan Pau II | Papa (-2005) | A les Grutes, en 2011 les restes foren portades a la basílica. | Joan Pau II · Joan Pau II | |
| Benet XVI | Papa (-2022) | A les Grutes, sota una làpida de marbre de carrara. | Benet XVI | |
| Otó II del Sacre Imperi | Rei d'Alemanya i rei d'Itàlia (961-83), emperador del Sacre Imperi Romanogermànic (967-83)                                                                       | A les Grutes, amb un epitafi; fins al segle xvi en una tomba a l'atri de l'antiga basílica | | |
| Maria de Montpeller | Senyora de Montpeller, esposa de Pere el Catòlic, rei d'Aragó | Tomba perduda, a l'antiga capella de Santa Peronella | | |
| Matilde de Canossa | Reina d'Itàlia (1111) | | Matilde de Canossa | |
| Carlota de Xipre | Reina de Xipre (1458-1463), reina titular de Jerusalem i Armènia                                                                                                 | A la Capella dels Sants Andreu i Gregori | | |
| Cristina I de Suècia | Reina de Suècia (1633 -1654) | | Cristina I de Suècia · Cristina I de Suècia | |
| James Francis Edward Stuart Carles Eduard Stuart Henry Benedict Stuart | Reis titulars, pretendents jacobites: Jaume III d'Anglaterra i VIII d'Escòcia (1701–1766) Carles III (1766-1788) Enric IX d'Anglaterra i I d'Escòcia (1788-1807) | A les Grutes, amb cenotafi a la basílica esculpit per Antonio Canova | James Francis Edward Stuart Charles Edward Stuart Henry Benedict Stuart · Cenotafi | |
| Clementina Sobieska | Esposa de James Francis Edward Stuart, rei titular com a Jaume III d'Anglaterra i VIII d'Escòcia (1701–1766)                                                     | A les Grutes, amb cenotafi a la basílica | James Francis Edward Stuart Charles Edward Stuart Henry Benedict Stuart · Cenotafi | |
| Pere Ramon Sacosta | Gran Mestre de l'Orde de l'Hospital de Rodes (1461-1466) | Tomba desapareguda durant les obres de reconstrucció | | |
| San Pietro in Vincoli | | | | |
| Juli II | Papa | Tomba buida, projectada i esculpida per Miquel Àngel; les restes del papa són al Vaticà | Juli II | Juli II |
| San Salvatore in Lauro | | | | |
| Eugeni IV | Papa (-1447) | Tomba procedent de Sant Pere del Vaticà, atribuïda a Isaia da Pisa. | | Eugeni IV |
| San Sebastiano fuori le Mura | | | | |
| Fabià I Eusebi I | Papes | Restes d'Innocenci perdudes; les de Fabià a l'altar de la Cappella Albani | Fabià I Eusebi I | Fabià I Eusebi I |
| San Silvestro in Capite | | | | |
| Silveri I, Zeferí I, Anter I, Dionís I, Gai I, Melquíades I | Papes | Tombes desaparegudes, procedents de les catacumbes de Priscil·la | | Dionís I, Gai I, Melquíades I |
| San Sisto Vecchio | | | | |
| Sixt II Soter I Sixt I | Papes | Se'n conserven relíquies de Sixt II; les dels altres dos papes es perderen | | Sixt II Soter I Sixt I |
| Sant'Agnese in Agone | | | | |
| Innocenci X | Papa (-1655) | Sebollit a Sant Pere del Vaticà, les restes foren portades a Sant'Agnese en 1677, en una cripta vora l'altar major. En 1730 s'erigí un cenotafi vora l'entrada, obra de Valvassori i G. B. Maini | Innocenci X · Interior de Sant'Agnese in Agone | Innocenci X |
| Sant'Andrea al Quirinale | | | | |
| Carles Manuel IV de Sardenya | Rei de Sardenya (-1819) | | Carles Manuel IV de Sardenya | Carles Manuel IV de Sardenya |
| Sant'Andrea della Valle | | | | |
| Pius II | Papa (-1464) | Sebollit a Sant Pere del Vaticà, en 1614 el seu mausoleu fou traslladat a Sant'Andrea della Valle; les restes hi foren portades en 1623. Les vísceres són a la catedral de San Ciriaco d'Ancona. | Pius II | Pius II |
| Pius III | Papa (-1503) | Sebollit a Sant Pere del Vaticà, en 1614 el seu mausoleu fou traslladat a Sant'Andrea della Valle; les restes hi foren portades en 1623. Les vísceres són a la catedral de San Ciriaco d'Ancona. | Pius III | |
| Sant'Ignazio di Loyola | | | | |
| Gregori XV | Papa (-1623) | Sebollit a Sant Pere del Vaticà, les restes hi foren traslladades en 1634 a l'Annunziata i al final del segle xvii, a Sant'Ignazio. Mausoleu esculpit per Pierre Le Gros el Jove i Pierre-Étienne Monnot | Gregori XV | Gregori XV |
| Nicolau I Ludovisi Hipòlita I Ludovisi | Prínceps sobirans de Piombino (1634-1664) (1701-1733) | A la capella Ludovisi | | |
| Santa Cecilia in Trastevere | | | | |
| Luci I | Papa | Tomba desapareguda | | Luci I |
| Santa Croce in Gerusalemme | | | | |
| Benet VII | Papa (-983) | Tomba desapareguda: n'hi ha l'epitafi a l'interior, vora l'entrada principal | | Benet VII |
| Santa Francesca Romana | | | | |
| Gregori XI | Papa (-1378) | El sepulcre original fou ampliat en 1584 | Gregori XI | Gregori XI |
| Santa Maria dal Priorato | | | | |
| Andrew Bertie | Gran Mestre de l'Orde Sobirà de Malta (1988-2008) | | | Andrew Bertie |
| Santa Maria Annunziata a Tor de' Specchi | | | | |
| Olimpia Ludovisi | Princesa sobirana de Piombino (1700) | | | |
| Santa Maria degli Angeli | | | | |
| Pius IV | Papa (-1565) | Sebollit a Sant Pere del Vaticà, en 1583 les restes foren portades a una cripta sota l'altar major de Santa Maria degli Angeli | Pius IV | Pius IV |
| Santa Maria dell'Anima | | | | |
| Adrià VI | Papa (1522-1523) | Portat des del Vaticà, fou sebollit en un mausoleu de Baldassarre Peruzzi, Michelangelo da Siena i Niccolò Tribol | Hadrià VI | Hadrià VI |
| Santa Maria del Popolo | | | | |
| Maria Eleonora Boncompagni-Ludovisi | Princesa sobirana de Piombino (1734-1745) | | Maria Eleonora Boncompagni-Ludovisi | Maria Eleonora Boncompagni-Ludovisi |
| Santa Maria in Aracoeli | | | | |
| Honori IV | Papa (-1287) | Tomba portada des del Vaticà en 1545. La tomba, de 1288, s'atribueix a Arnolfo di Cambio i Guglielmo da Pisa. | Honori IV | |
| Katarina Vukcic-Kosaca VI | Reina consort (1446-1461), esposa d'Esteve Tomàs de Bòsnia | | | Katarina Vukcic-Kosaca VI |
| Santa Maria in Cosmedin | | | | |
| Braç de Bonifaci IV | Papa | | | Braç de Bonifaci IV |
| Santa Maria in Monserrato degli Spagnoli | | | | |
| Calixt III Alexandre VI | Papa (1455-1458) Papa (1492-1503) | Sebollits a Santa Maria della Febbre, en 1586 fou traslladat a Sant Pere del Vaticà. Exhumat en 1610, fou traslladat a Santa Maria di Monserrato. La tomba actual, comuna per als dos papes, és de Filippo Moratilla (1881). | Calixt III Alexandre VI | Calixt III Alexandre VI |
| Cenotafi d'Alfons XIII d'Espanya | Rei d'Espanya (1885-1931) | Tomba del rei entre 1941 i 1980, quan les restes foren traslladades al Monestir de l'Escorial; el cenotafi és sota la tomba dels papes | | |
| Santa Maria in Trastevere | | | | |
| Calixt I i Juli I Innocenci II | Papes | Les tombes de Calixt i Juli I, desaparegudes. Innocenci II fou sebollit al Laterà fins a l'incendi de 1308, que fou portat al Trastevere. La tomba actual és de 1869. | | Calixt I i Juli I Innocenci II |
| Santa Maria la Maggiore | | | | |
| Pius IV | Papa | | | Pius IV |
| Nicolau IV | Papa (-1292) | Sebollit sota el paviment, en 1572 les restes foren col·locades en una nova tomba, feta per Domenico Fontana. | | |
| Pius V | Papa (-1572) | Traslladat des del Vaticà en 1583, a un mausoleu projectat per Domenico Fontana, Leonardo Sormani i Nicolas Cordier | Pius V · Pius V | |
| Sixt IV | Papa (-1590) | Traslladat des del Vaticà en 1591, a un mausoleu projectat per Domenico Fontana. | Sixt IV | |
| Climent VIII | Papa (-1605) | Traslladat des del Vaticà en 1646, a la cripta Borghese, sota la Cappella Paolina, projectada per Flaminio Ponzio. | Climent VIII | |
| Pau V | Papa (-1621) | Mausoleu de Flaminio Ponzio, però el sarcòfag és a la cripta Borghese, sota la Cappella Paolina. | Pau V | |
| Climent IX | Papa (-1669) | Traslladat des del Vaticà en 1680, i sebollit sota el paviment. | | |
| Climent X | Papa | Cenotafi de Girolamo Rainaldi, a la Cappella Paolina; les restes són a Sant Pere del Vaticà. | | |
| Santa Maria sopra Minerva | | | | |
| Lleó X | Papa (-1521) | Traslladat en 1536 des del Vaticà, a un mausoleu projectat per Antonio da Sangallo el Jove i executat per Baccio Bandinelli i Lorenzo Lotti. | Lleó X | Lleó X |
| Climent VII | Papa (-1534) | Traslladat en 1542 des del Vaticà, a un mausoleu projectat per Antonio da Sangallo el Jove i executat per Baccio Bandinelli. | Climent VII | |
| Pau IV | Papa (-1566) | Traslladat en 1542 des del Vaticà, a un mausoleu obra de Pirro Ligorio. | | |
| Urbà VII | Papa (-1590) | Traslladat en 1606 des del Vaticà, a un mausoleu obra d'Ambrogio Bonvicino. | | |
| Papa Benet XIII | Papa (-1730) | Traslladat en 1738 des del Vaticà; en 1768 fou portat a un mausoleu obra de Carlo Marchionni, Pietro Bracci i Baccio Pincellotti. | Benet XIII | |
| Santa Prassede | | | | |
| Celestí I | Papa (422-432) | | Celestí I | Celestí I |
| Santi Apostoli | | | | |
| Climent XIV | Papa (-1774) | Traslladat en 1802 des del Vaticà, a un mausoleu fet per Antonio Canova | Climent XIV | Climent XIV |
| Santi Vincenzo e Anastasio a Trevi | | | | |
| Cors i vísceres de Sixt V, Lleó XI, Pau V, Gregori XV, Innocenci X, Alexandre VII, Climent IX, Climent X, Innocenci XI, Climent XII, Benet XIV, Climent XIII, Climent XIV, Pius VI, Pius VII, Lleó XII, Pius VIII, Gregori XVI, Lleó XIII Vísceres d'Alexandre VIII, Innocenci XII, Innocenci XIII Cor de Climent XI | Papes | Lloc tradicional d'enterrament dels cors i vísceres dels papes entre 1590 i 1903. A les dues bandes de l'altar hi ha dues làpides amb els noms d'aquests papes. | Cors i vísceres de Sixt V, Lleó XI, Pau V, Gregori XV, Innocenci X, Alexandre VII, Climent IX, Climent X, Innocenci XI, Climent XII, Benet XIV, Climent XIII, Climent XIV, Pius VI, Pius VII, Lleó XII, Pius VIII, Gregori XVI, Lleó XIII Vísceres d'Alexandre VIII, Innocenci XII, Innocenci XIII Cor de Climent XI | Cors i vísceres de Sixt V, Lleó XI, Pau V, Gregori XV, Innocenci X, Alexandre VII, Climent IX, Climent X, Innocenci XI, Climent XII, Benet XIV, Climent XIII, Climent XIV, Pius VI, Pius VII, Lleó XII, Pius VIII, Gregori XVI, Lleó XIII Vísceres d'Alexandre VIII, Innocenci XII, Innocenci XIII Cor de Climent XI |
| Sepulcrum Mariae (Capella dels Reis Francs) | | | | |
| Flavi Honori i la seva esposa Maria Teodosi II Valentinià III | Emperadors romans d'Occident | Edifici i tombes desapareguts cap al 1520 | | |
| Sepulcrum Romuli | | | | |
| Ròmul | Primer rei de Roma (753-716 aC) | La tradició marca que la Pedra Negra Lapis Niger, davant la Cúria, n'era el lloc de la tomba | Ròmul | Ròmul |
| Temple dels Flavis | | | | |
| Domicià | Emperador romà | Temple i tombes desapareguts | | |
| Via Appia | | | | |
| Dècim Celi Balbí Gal·liè | Emperadors romans | Tombes perdudes | | |